# Хаген, Ида Мария
Ида Мария Хаген (норв. Ida Marie Hagen; род. 18 августа 2000) — норвежская лыжница, выступающая в лыжном двоеборье. Двукратная чемпионка мира, обладательница Кубка мира сезона 2023/2024 года.

## Карьера
На чемпионате Норвегии в ноябре 2018 года Хаген заняла второе место после Гюды Вестволл Хансен. В декабре 2018 года она дебютировала на Континентальном кубке. В общей сложности, войдя четырежды в первую десятку, Хаген в итоге заняла седьмое место в общем зачёте.
11 декабря 2021 года Хаген впервые поднялась на подиум на этапе Кубка мира, заняв второе место в масс-старте в Отепя. В сезоне 2021/2022 годов Хаген заняла второе место в общем зачете, уступив только соотечественнице Гайде Вествольд Хансен.
В 2023 году, на чемпионате мира в Словении, норвежская лыжница в смешанной командной гонке завоевала золото чемпионата мира.
16 декабря 2023 года Хаген одержала свою первую победу на этапах Кубка мира, заняв первое место в индивидуальном зачете в Рамзау. В сезоне 2023/2024 года Хаген одержала семь побед на этапах Кубка мира и завоевала большой хрустальный глобус.
На чемпионате мира 2025 года в Тронхейме в смешанном командном турнире в составе норвежской четвёрки одержала победу, став двукратной чемпионкой мира. В гонке по системе Гундерсена стала серебряным призёром. 
Её сестра Милле Мария Хаген также занимается лыжным двоеборьем.

### Чемпионат мира
- 3 медали (2 золото + 1 серебро)

| Год           | Возраст | Смешанная эст | Норм трамплин + 5 км |
| ------------- | ------- | ------------- | -------------------- |
| Планица 2023  | 22      | Золото        |                      |
| Тронхейм 2025 | 24      | Золото        | Серебро              |